# MessagePad
MessagePad（メッセージパッド）は、1993年にAppleがNewtonプラットフォーム用に開発したPersonal Digital Assistant（携帯情報端末）である。日本ではシャープが電子技術の一部と製造を担当していた。Appleが開発・販売し、RISCプロセッサ「ARM」をベースにした、手書き認識ソフトを搭載したNewton OSを採用したデバイスである。

## 歴史
Newtonの開発は、Appleの当時の研究開発担当上級副社長であるジャン=ルイ・ガセーが開始した。1987年後半に始った開発は、エンジニアのスティーブ・サコマンが主導し、Mac OSのFinderの共同開発者スティーブ・キャップスが加わった。以降、Newton開発は極秘で行われ、1990年後半に最終的にAppleの取締役会に開示された。
ガセーが取締役会との重大な意見の不一致で辞任させれたとき、サコマンは、彼を雇用したガセーがどのように扱われたか見て、1990年3月2日にNewtonの開発も辞めた。
同社のLisaのGUIを担当したApple Fellowのビル・アトキンソンは、1990年3月11日の会議に、スティーブ・キャップス、ジョン・スカリー、アンディハーツ・フェルド、スーザン・ケア、マーク・ポラットを招待した。そこで、彼らはNewtonを維持する方法についてブレインストーミングした。スカリーは、図書館、美術館、データベース、機関アーカイブ機能などの新機能を追加して、顧客がさまざまなウィンドウタブや開いているギャラリー/スタックをナビゲートできるようにすることを提案した。当時のNewtonは次世代高性能パソコンプロジェクトであったので、その場にいたキャップスとスカリー以外のメンバーは同年に携帯情報端末を開発しようとスカリーの支持を取り付けてApple子会社のGeneral Magicを立ち上げた。その後、取締役会はスカリーの提案を承認し、彼はNewtonを公式かつ全面的に支持した。紆余曲折を経てラリー・テスラーに率いられたNewtonプロジェクトでは、CPUをARMへ切替えつつ独自OS路線を継続し、まずは携帯情報端末開発へかじを切った。
Newtonプラットフォームは、1992年5月に開催されたCESにて、スカリーによるPersonal Digital Assistant（PDA）の定義とともに発表された。最初のMessagePadの正式発売開始は1993年8月2日である。
1993年11月下旬までの3ヶ月間で、669ドルから1,569ドルの価格で、50,000台超が販売され成功を収めた。

## 詳細

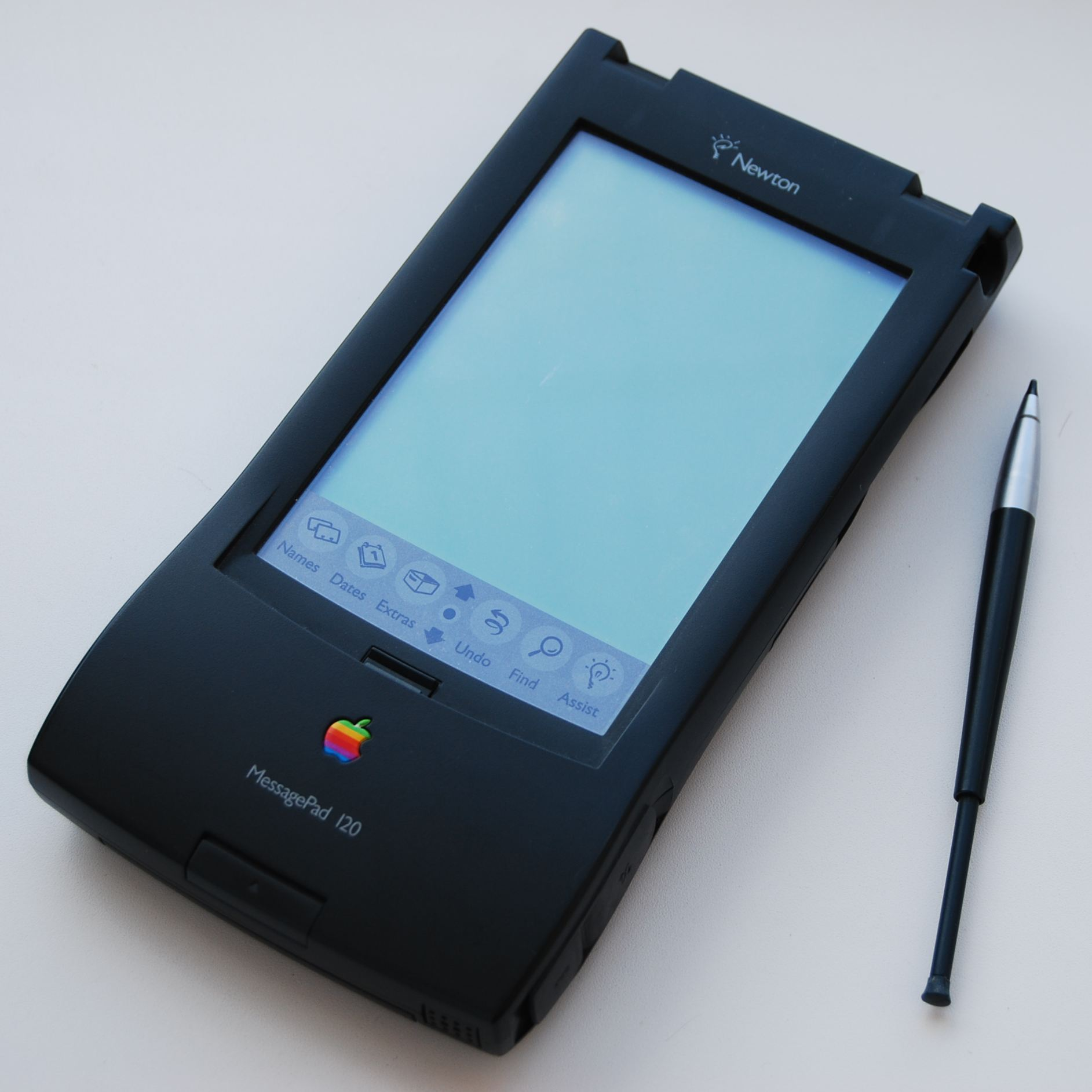
MessagePad 120とApple純正スタイラスペン

### 画面と入力
Newton OS 2.0を搭載したMessagePad 120では、AppleのNewton Keyboardが利用可能になり、Apple MessagePad 2000/2100シリーズやApple eMate 300などのNewton InterConnectポートを持つNewtonデバイスでもドングルを介して使用できるようになった。
Newton OS 2.1以降を搭載したNewtonデバイスは、画面を水平方向（「横向き」）および垂直方向（「縦向き」）に向けて使用できる。設定を変更すると、ディスプレイの内容が90度、180度、270度回転する。手書き認識は、ディスプレイを回転させても正しく機能するが、任意の方向への回転を初めて使用するとき、またはNewtonデバイスをリセットするときに、ディスプレイのキャリブレーションが必要である。

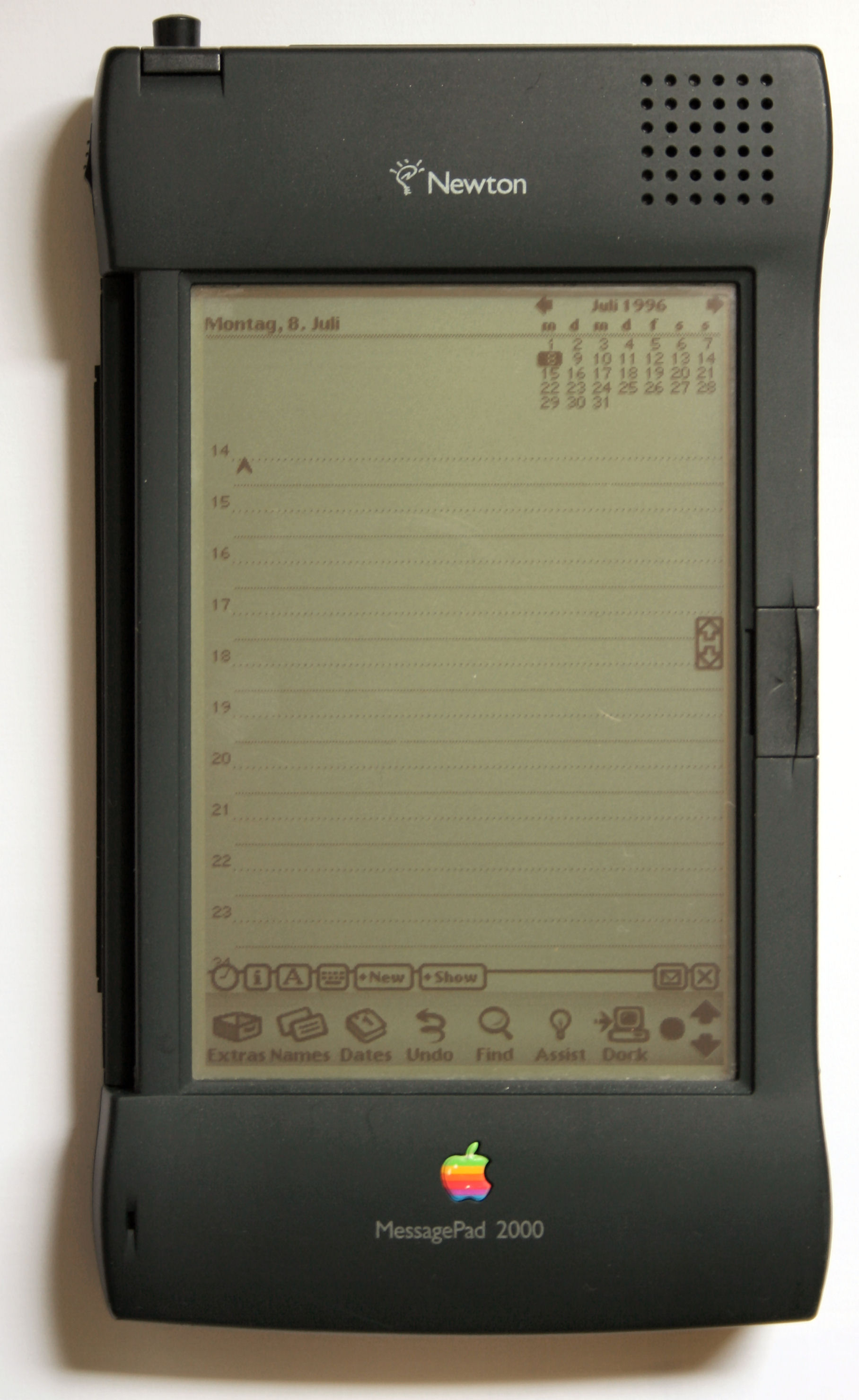
MessagePad 2000

初期バージョン（Newton OS 1.x）では、手書き認識の結果はユーザによって大きく異なり、不正確な場合がよくあった。オリジナルの手書き認識エンジンはCalligrapherと呼ばれ、Paragraph Internationalと呼ばれるロシアの会社からライセンス供与された。Calligrapherのデザインは非常に洗練されていた。既知の単語のデータベースを使用してユーザーの自然な手書きを学習しようとし、ユーザが何を書いているかを推測し、手書き、筆記体、またはその2つの組み合わせを問わず、画面上の任意の場所での書き込みを解釈できた。
一方、PalmPilotのGraffitiは、Calligrapherに比べ洗練されたデザインではないが、あらかじめ定義された固定のストローク・アルファベットに依存しているため、より正確で精密であると評価されることもあった。ストローク・アルファベットは、標準の手書きに似た文字の形を使用しているが、シンプルで明確に区別しやすいように変更されていた。 Palm Computingは、Newtonデバイス用のGraffitiの2つのバージョンもリリースした。Newton版の方が性能が良い場合もあり、また、入力はシルクスクリーン領域ではなく、ディスプレイ自体に行われるため、筆跡がそのまま表示されることもある。
Newton OSは、テキストの編集では、削除したい単語をスクラッチしたり、選択したいテキストを丸で囲んだり、キャレットを使って挿入箇所を書き込んだりと、手書きでの編集が非常に直感的にできる仕組みになっていた。
Newton OSのその後のリリースでは、互換性のために元の認識方式が保持されていたが、Appleによって開発された「Rosetta 」と呼ばれる手書きのテキストのみの（筆記体ではない）認識方式がNewton OS 2.0に含まれており、Newton OS 2.1で改良された。 Rosettaは一般に大幅な改善と見なされており、多くのレビュー担当者、テスター等、ほとんどのユーザは、Newton 2.1手書き認識ソフトウェアが導入されてから10年経っても、他のどのソフトウェアよりも優れていると考えていた。「1+ 2 =」などの手書きの水平および垂直数式の認識と計算も開発中でしたが、リリースされなかった。しかし、ユーザが、すべてのNewtonデバイスの固有の部分であるNewton OS Intelligent Assistantを使用して数式を評価できる、似たプログラムを作成した。
Newtonの手書き認識とUIの一部は、非常に広範囲にわたるペンコンピューティングの歴史の文脈で最もよく理解されている。
Newtonの手書き認識システムの重要な機能は、モードレスエラー訂正である。つまり、最小限のジェスチャを使用して、個別のウィンドウやウィジェットを使用せずにその場で修正を行う。単語が正しく認識されない場合、ユーザはその単語をダブルタップすると、スタイラスの下のメニューに選択肢のリストがポップアップ表示される。ほとんどの場合、正しい単語がリストに含まれる。そうでない場合は、リストの下部にあるボタンを使用して、ユーザはその単語の個々の文字を編集できる。他のペンジェスチャは、文字の転置などを行うことができる（その場でも）。修正ポップアップを使用すると、ユーザは認識されていない元の文字の形に戻すこともできる。これは、すぐに修正するのに十分な時間がない場合に、メモを取るシナリオで役立つ。メモリとストレージスペースを節約するために、代替の認識仮説が無期限に保存されることはない。例えば、ユーザが1週間後にメモに戻った場合、最適な一致のみが表示される。現在の多くの手書きシステムのエラー訂正はそのような機能を提供するが、プロセスにさらに多くのステップを追加し、特定の訂正が必要とするユーザのワークフローの中断を大幅に増やす。

#### ユーザインターフェース
QWERTY画面上の小さなポップアップ仮想キーボードをスタイラスでタップしてのテキスト入力もできるが、ユーザによって多くのレイアウトが開発された。Newtonデバイスは、デスクトップコンピュータのペンタブレットのように、フリーハンドの「スケッチ」、「シェイプ」、「インクテキスト」も受け入れることができる。 「形状」を使用すると、Newton OSは、ユーザが円、線、多角形などを描画を認識でき（変更可能な制御点と定義された頂点を使用して）完全なベクトル表現にクリーンアップする。描画しようとしていた。 「Shapes」と「Sketches」は、一度描画すると拡大縮小または変形できる。「インクテキスト」はユーザの手書きをキャプチャするが、後で編集する目的で操作するときに、認識されたテキストのように扱うことができた（「インクテキスト」はワードラップをサポートし、太字、斜体などにフォーマットできる。 ）。 ユーザはいつでも、選択した「インクテキスト」を認識して認識されたテキストに変換するようにNewtonデバイスに指示することができる（遅延認識）。Newton note（または名前と各日付カレンダーまたはTo Doイベントの各連絡先に添付されたノート）には、インターリーブされたテキスト、インクテキスト、図形、およびスケッチを任意に組み合わせて含めることができる。
Newton OSは、手書き認識のトレーニングを提供したり、スケッチをベクターシェイプに変換する機能を備えているが、どちらも信頼性に欠け、書き直しや描き直しが多く必要だった。Newton OSの最も信頼できる用途は、住所や電話番号の収集と整理だった。手書きのメッセージを保存することはできても、それを簡単にファイルしたり、分類したり、検索したりすることはできなかった。Newton-Appleのインク手書き認識の開発から始まったこの技術は、（それ以外の点では期待通り、あるいは期待以上のものであった）Newtonデバイス失敗の主因となったが、可能性と期待を実現する、次世代の手書きソフトウェア開発に役立っている。

### 接続性
MessagePad 100シリーズでは、Macintosh独自のシリアルポート（丸いMini-DIN 8コネクタ）を使用していた。 MessagePad 2000/2100モデル（およびeMate 300）には、小型の専用NewtonInterConnectポートがある。ただし、Newtonハードウェア/ソフトウェアプラットフォームの開発は1998年2月27日にスティーブ・ジョブズによって中止されたため、InterConnectポート自体は非常に高度だが、シリアルドングルの接続にのみに限定された。シリアル、オーディオ入力、オーディオ出力、およびその他のポートを含むプロトタイプの多目的InterConnectデバイスも発見された。さらに、すべてのNewtonデバイスは赤外線接続を備えており、最初はSharp ASKプロトコルのみでしたが、後にIrDAも接続されたが、互換性の理由からSharpASKプロトコルは維持された。 Palm Pilotとは異なり、すべてのNewtonデバイスには標準サイズのPCカード拡張スロット（2000/2100では2つ）が装備されている。これにより、ネイティブモデム、さらにはイーサネット接続が可能であった。MessagePadのユーザは、 802.11bワイヤレスネットワークカードとATAタイプのフラッシュメモリカード（一般的なコンパクトフラッシュ形式を含む）、およびBluetoothカード用のドライバも作成している。MessagePadは、電話の受話器をスピーカーにかざして適切なトーンを送信するだけで、内蔵スピーカから電話番号をダイヤルすることもできる。Faxと印刷のサポートもOSレベルで組み込まれているが、パラレルアダプタ、PCMCIAカード、シリアルモデムなどの周辺機器が必要である。その中で最も注目すべきは、1993年にAppleがリリースした軽量のNewtonFaxモデムである。それは単三電池2本で駆動し、電源アダプターとの併用も可能であった。NewtonFaxモデムの通信は2,400ビット/秒でデータ転送を提供し、それぞれ9,600ビット/秒と4,800ビット/秒でFaxメッセージを送受信することもできる。

### 電源オプション
オリジナルのApple MessagePadとMessagePad 100は、4本の単4電池を用いる。 Apple MessagePad 110以降、単3電池に置き換えられた。
4本のニッカド単3型二次電池（MessagePad 110、120、130）や4本のニッケル水素単3型二次電池（MessagePad 2x00シリーズ、 eMate 300 ）を使用すると、最大30時間動作し（MessagePad 2100で2つの20MBフラッシュメモリPCカードを利用、バックライト無点灯時）、バックライトをオンにした状態で最大24時間持つ。ハンドヘルドNewtonデバイスに単4型電池やカスタムバッテリーパックよりも重量を追加する一方で、簡単に交換/再充電可能なセル形式を選択することで、ユーザは依然として卓越したランタイムと電源の柔軟性を得ることができた。これは、MessagePad 120以降の内部ストレージとして使用されていたフラッシュメモリ（すべてのセルの電源が失われた場合でも、不揮発性メモリのためにデータが失われない）とともに、「Newtonは決して死なない、新しいバッテリーを入手するだけだ。」とのスローガンを産んだ。

### その後の取り組みと改善
MessagePad 2000/2100は、大幅に改善された手書き認識システム、162MHz StrongARM SA-110 RISCプロセッサ、Newton OS 2.1、よりクリアで優れたバックライト付き画面によって、批評家の賞賛を集めた。

## 市場での反応
スカリーが1992年5月のシカゴCESでデモを行ってから14か月後、MessagePadは1993年8月2日にMacworldExpoボストンで販売開始された。ショーで最もホットなアイテム、それは900ドルだった。最初の3か月間に50,000台のMessagePadが販売された。
オリジナルのMessagePadとMessagePad 100は、不十分な容量の単4電池で、バッテリ駆動時間が非常に短かった。
また、最初のモデルに搭載されていた手書き文字認識機能についても、批判的な意見があった。この問題は、Doonesburyのコミックストリップで、書かれたテキストエントリが "Egg Freckles? "と（誤って）翻訳されたり、アニメシリーズのThe Simpsonsでも指摘された。ただし、「Freckles」という単語は、ユーザが自分で追加することはできるが、Newton OSの辞書には含まれていなかった。苦労する点は、手書き文字認識ソフトウェア「Calligrapher」がユーザの手書き文字を「学習」するのに2週間から2カ月という長い時間がかかったことであった。
初期のNewtonデバイスの魅力を制限したもう一つの要因は、PCとの接続手段が基本的なリテールパッケージに含まれていなかったことであった。この問題は、後に2.x Newton デバイスで解決された。これらは、シリアルケーブルと適切なNewton接続ユーティリティソフトウェアにバンドルされていた。
Newton OSの後期バージョンでは、手書き文字の認識機能が向上したことも、Newtonユーザの間で人気が続いている理由の一つだろう。ハードウェアやソフトウェアが古くなっても、MessagePadは中古市場で他社製の同年代のPDAよりもはるかに高い価格で販売されている。2006年、CNETはMessagePad 2000とSamsung Q1を比較し、Newtonの方が優れていると発表した。2009年、CNETはMessagePad 2000とiPhone 3GSを比較し、発売当時のNewtonの方が革新的であると発表した。
1994年から1998年まで、Newton SourceというNewton専用の店舗チェーンが存在した。場所はニューヨーク、ロサンゼルス、サンフランシスコ、シカゴ、ボストンなど。カリフォルニア州ウエストウッドビレッジのU.C.L.A.近くにあった店舗では、トレードマークの赤と黄色の電球のNewtonロゴがネオンで飾られていた。これらの店舗では、Newtonプラットフォームを気軽に学べる教育の場を提供した。店内には従来のコンピュータ販売カウンターはなく、楕円形のデスクトップが置かれ、興味を持ったユーザがNewton製品に親しめるようになっていた。この店舗は、後のApple Storeのモデルとなった。

## Newtonデバイス各社モデル
| ブランド                  | Apple                                                            | Sharp                                                         | Siemens                                                          | Apple                                                            | Apple                                                     | Sharp                                                         | Apple                                                     | Digital Ocean                                                   | Motorola                                                              | Harris                                                                                        | Digital Ocean                                                                   | Apple                                                          | Apple                                                                   | Apple                                                                    | Apple                                                          | Harris                                                                   | Harris                                                                   | Harris                                                                   | Siemens                                          | Schlumberger                                                             |
| 機種名                    | OMP (Original Newton MessagePad)                                 | ExpertPad PI-7000                                             | Notephone.[better source needed]                                 | MessagePad 100                                                   | MessagePad 110                                            | ExpertPad PI-7100                                             | MessagePad 120                                            | Tarpon                                                          | Marco                                                                 | SuperTech 2000                                                                                | Seahorse                                                                        | MessagePad 130                                                 | eMate 300                                                               | MessagePad 2000                                                          | MessagePad 2100                                                | Access Device 2000                                                       | Access Device, GPS                                                       | Access Device, Wireline                                                  | Online Terminal, Online Access Device(OAD)       | Watson                                                                   |
| 発売日                    | 1993年8月3日 (米国) 1993年12月 (ドイツ)                          | 1993年8月3日 (米国) ), ? (日本)                               | 1993年？                                                         | 1994年3月                                                        | 1994年3月                                                 | 1994年4月                                                     | 1994年10月 (ドイツ), 1995年1月 (米国)                     | 1995年1月 (米国)                                                | 1995年1月 (米国)                                                      | 1995年8月 (米国)                                                                              | 1996年1月 (米国)                                                                | 1996年3月 (米国)                                               | 1997年3月 (米国)                                                        | 1997年3月 (米国)                                                         | 1997年11月 (米国)                                              | 1998年                                                                   | 1998年                                                                   | 1998年                                                                   | 1997年                                           | ?                                                                        |
| 発売終了日                | 1994年3月                                                        | 1994年3月                                                     | ?                                                                | 1995年4月                                                        | 1995年4月                                                 | 1994年12月                                                    | 1996年6月                                                 | ?                                                               | ?                                                                     | ?                                                                                             | ?                                                                               | 1997年4月                                                      | 1998年2月                                                               | 1998年2月                                                                | 1998年2月                                                      |                                                                          |                                                                          |                                                                          |                                                  |                                                                          |
| コード名                  | Junior                                                           | Galileo                                                       | ?                                                                | Junior                                                           | Lindy                                                     | Galileo                                                       | Gelato                                                    | ?                                                               | ?                                                                     | ?                                                                                             | ?                                                                               | Dante                                                          | ?                                                                       | Q                                                                        | ?                                                              |                                                                          |                                                                          |                                                                          |                                                  |                                                                          |
| Model No.                 | H1000                                                            | ?                                                             | ?                                                                | H1000                                                            | H0059                                                     | ?                                                             | H0131                                                     | ?                                                               | ?                                                                     | ?                                                                                             | ?                                                                               | H0196                                                          | H0208                                                                   | H0136                                                                    | H0149                                                          |                                                                          |                                                                          |                                                                          |                                                  |                                                                          |
| CPU                       | ARM 610 (20 MHz)                                                 | ARM 610 (20 MHz)                                              | ARM 610 (20 MHz)                                                 | ARM 610 (20 MHz)                                                 | ARM 610 (20 MHz)                                          | ARM 610 (20 MHz)                                              | ARM 610 (20 MHz)                                          | ARM 610 (20 MHz)                                                | ARM 610 (20 MHz)                                                      | ARM 610 (20 MHz)                                                                              | ARM 610 (20 MHz)                                                                | ARM 610 (20 MHz)                                               | ARM 710a (25 MHz)                                                       | StrongARM SA-110 (162 MHz)                                               | StrongARM SA-110 (162 MHz)                                     | StrongARM SA-110 (162 MHz)                                               | StrongARM SA-110 (162 MHz)                                               | StrongARM SA-110 (162 MHz)                                               | StrongARM SA-110 (162 MHz)                       | StrongARM SA-110 (162 MHz)                                               |
| ROM                       | 4 MB                                                             | 4 MB                                                          | 4 MB                                                             | 4 MB                                                             | 4 MB                                                      | 4 MB                                                          | 4 MB (OS 1.3), 8 MB (OS 2.0)                              | 4 MB (OS 1.3), 8 MB (OS 2.0)                                    | 5 MB                                                                  | 4 MB                                                                                          | 8 MB                                                                            | 8 MB                                                           | 8 MB                                                                    | 8 MB                                                                     | 8 MB                                                           |                                                                          |                                                                          |                                                                          |                                                  |                                                                          |
| システムメモリ (RAM)      | 490 KB* SRAM                                                     | 490 KB* SRAM                                                  | 490 KB* SRAM                                                     | 490 KB* SRAM                                                     | 544 KB SRAM                                               | 490 KB* SRAM                                                  | 639/687 KB DRAM                                           | 639/687 KB DRAM                                                 | 544 KB SRAM                                                           | 639 KB DRAM                                                                                   | 1199 KB DRAM                                                                    | 1199 KB DRAM                                                   | 1 MB DRAM (Upgradable)                                                  | 1 MB DRAM                                                                | 4 MB DRAM                                                      | 1 MB DRAM                                                                | 1 MB DRAM                                                                | 1 MB DRAM                                                                | ?                                                | 1 MB DRAM                                                                |
| ユーザ領域                | 150 KB* SRAM                                                     | 150 KB* SRAM                                                  | 150 KB* SRAM                                                     | 150 KB* SRAM                                                     | 480 KB SRAM                                               | 150 KB* SRAM                                                  | 385/1361 KB Flash RAM                                     | 385/1361 KB Flash RAM                                           | 480 KB SRAM                                                           | 385 KB Flash RAM                                                                              | 1361 KB Flash RAM                                                               | 1361 KB Flash RAM                                              | 2 MB Flash RAM(Upgradable)                                              | 4 MB Flash RAM                                                           | 4 MB Flash RAM                                                 | 4 MB Flash RAM                                                           | 4 MB Flash RAM                                                           | 4 MB Flash RAM                                                           | ?                                                | 4 MB Flash RAM                                                           |
| 合計RAM                   | 640 KB                                                           | 640 KB                                                        | 640 KB                                                           | 640 KB                                                           | 1 MB                                                      | 640 KB                                                        | 1.0/2.0 MB                                                | 1.0/2.0 MB                                                      | 1 MB                                                                  | 1 MB                                                                                          | 2.5 MB                                                                          | 2.5 MB                                                         | 3 MB (Upgradable via Internal Expansion)                                | 5 MB                                                                     | 8 MB                                                           | 5 MB                                                                     | 5 MB                                                                     | 5 MB                                                                     | ?                                                | 5 MB                                                                     |
| ディスプレイ              | 336 × 240 (B&W)                                                  | 336 × 240 (B&W)                                               | 336 × 240 (B&W)                                                  | 336 × 240 (B&W)                                                  | 320 × 240 (B&W)                                           | 336 × 240 (B&W)                                               | 320 × 240 (B&W)                                           | 320 × 240 (B&W) w/ backlight                                    | 320 × 240 (B&W)                                                       | 320 × 240 (B&W) w/ backlight                                                                  | 320 × 240 (B&W) w/ backlight                                                    | 320 × 240 (B&W) w/ backlight                                   | 480 × 320 greyscale (16 shades) w/ backlight                            | 480 × 320 greyscale (16 shades) w/ backlight                             | 480 × 320 greyscale (16 shades) w/ backlight                   | 480 × 320 greyscale (16 shades) w/ backlight                             | 480 × 320 greyscale (16 shades) w/ backlight                             | 480 × 320 greyscale (16 shades) w/ backlight                             |                                                  | 480 × 320 greyscale (16 shades) w/ backlight                             |
| Newton OS                 | 1.0〜1.05, 1.10〜1.11                                            | 1.0〜1.05, 1.10〜1.11                                         | 1.11                                                             | 1.2, 1.3                                                         | 1.2, 1.3                                                  | 1.3                                                           | 1.3, 2.0                                                  | 1.3, 2.0                                                        | 1.3                                                                   | 1.3                                                                                           | 2.0                                                                             | 2.0                                                            | 2.1 (2.2)                                                               | 2.1                                                                      | 2.1                                                            | 2.1                                                                      | 2.1                                                                      | 2.1                                                                      | 2.1                                              | 2.1                                                                      |
| Newton OS 対応言語        | 英語、ドイツ語                                                   | 英語、日本語                                                  | ドイツ語                                                         | 英語、ドイツ語、フランス語                                       | 英語、フランス語                                          | 英語、日本語                                                  | 英語、ドイツ語、フランス語、日本語                        | 英語                                                            | 英語                                                                  | 英語                                                                                          | 英語                                                                            | 英語、ドイツ語、日本語                                         | 英語                                                                    | 英語                                                                     | 英語、ドイツ語、日本語                                         | 英語                                                                     | 英語                                                                     | 英語                                                                     | ドイツ語                                         | フランス語                                                               |
| 接続方法                  | RS422, LocalTalk & SHARP ASK赤外線                               | RS422, LocalTalk & SHARP ASK赤外線                            | モデム、Telephone dock Attachment                                | RS422, LocalTalk & SHARP ASK赤外線                               | RS422, LocalTalk & SHARP ASK赤外線                        | RS422, LocalTalk & SHARP ASK赤外線                            | RS422, LocalTalk & SHARP ASK赤外線                        | RS422, LocalTalk & SHARP ASK赤外線                              | RS422, LocalTalk, Infrared, ARDIS Network                             | RS232, LocalTalk WLAN, V.22bis modem, Analog/Digital Cellular, CDPD, RAM, ARDIS , Trunk Radio | RS232, LocalTalk, CDPD, WLAN, Optional dGPS, GSM, or IR via modular attachments | RS422, LocalTalk & SHARP ASK 赤外線                            | IrDA, headphone port, Interconnect port, LocalTalk, Audio I/O, Autodock | Dual-mode IR;IrDA & SHARP ASK, LocalTalk, Audio I/O, Autodock, Phone I/O | Dual-mode IR; IrDA & SHARP ASK, LocalTalk, Audio I/O, Autodock | Dual-mode IR;IrDA & SHARP ASK, LocalTalk, Audio I/O, Autodock, Phone I/O | Dual-mode IR;IrDA & SHARP ASK, LocalTalk, Audio I/O, Autodock, Phone I/O | Dual-mode IR;IrDA & SHARP ASK, LocalTalk, Audio I/O, Autodock, Phone I/O | ?                                                | Dual-mode IR;IrDA & SHARP ASK, LocalTalk, Audio I/O, Autodock, Phone I/O |
| PCカードスロット          | 1 PCMCIA-slot II, 5v or 12v                                      | 1 PCMCIA-slot II, 5v or 12v                                   | 1 PCMCIA-slot II, 5v or 12v                                      | 1 PCMCIA-slot II, 5v or 12v                                      | 1 PCMCIA-slot II, 5v or 12v                               | 1 PCMCIA-slot II, 5v or 12v                                   | 1 PCMCIA-slot II, 5v or 12v                               | 1 PCMCIA-slot II, 5v or 12v                                     | 1 PCMCIA-slot II, 5v or 12v                                           | 1 PCMCIA-slot II, 5v or 12v                                                                   | 1 PCMCIA-slot II, 5v or 12v                                                     | 1 PCMCIA-slot II, 5v or 12v                                    | 1 PCMCIA-slot I/II/III, 5v                                              | 2 PCMCIA-slot II, 5v or 12v                                              | 2 PCMCIA-slot II, 5v or 12v                                    | 1 PCMCIA-slot II, 5v or 12v                                              | 1 PCMCIA-slot II, 5v or 12v                                              | 1 PCMCIA-slot II, 5v or 12v, 2nd slot Propriety Rado Card                | 1 PCMCIA-slot II, 5v or 12v, 1 Smart Card Reader | 1 PCMCIA-slot II, 5v or 12v, 1 Smart Card Reader                         |
| 電源                      | 単4電池4本、ニッカド充電池または外部電源                         | 単4電池4本、ニッカド充電池または外部電源                      | 単4電池4本、ニッカド充電池または外部電源                         | 単4電池4本、ニッカド充電池または外部電源                         | 単3電池4本, ニッカド充電池または外部電源                  | 単4電池4本, ニッカド充電池または外部電源                      | 単3電池4本, ニッカド充電池または外部電源                  | NiCd battery pack or external power supply                      | NiCd battery pack or external power supply                            | 単3電池4本, ニッカド充電池または外部電源                                                      | NiCd battery pack or external power supply                                      | 単3電池4本, ニッカド充電池または外部電源                       | 内蔵NiHi充電池または外部電源                                            | 単3電池4本,NiHi充電池または外部電源                                      | 単3電池4本,NiHi充電池または外部電源                            | 専用NiHi充電池または外部電源                                             | 専用NiHi充電池または外部電源                                             | 専用NiHi充電池または外部電源                                             | 規格不明、外部電源                               | 単3電池4本, NiHi充電池または外部電源                                     |
| サイズ (高さ x 幅 x 厚み) | 184.75 mm × 114.3 mm × 19.05 mm (7.274 in × 4.500 in × 0.750 in) | 182 mm × 112 mm × 28 mm (7.2 in × 4.4 in × 1.1 in) (lid open) | 184.75 mm × 114.3 mm × 19.05 mm (7.274 in × 4.500 in × 0.750 in) | 184.75 mm × 114.3 mm × 19.05 mm (7.274 in × 4.500 in × 0.750 in) | 203.2 mm × 101.6 mm × 30 mm (8.00 in × 4.00 in × 1.18 in) | 182 mm × 112 mm × 28 mm (7.2 in × 4.4 in × 1.1 in) (lid open) | 203.2 mm × 101.6 mm × 30 mm (8.00 in × 4.00 in × 1.18 in) | 254 by 114.3 by 63.5ミリメートル (10.00 in × 4.50 in × 2.50 in) | 190.5 by 147.32 by 35.56ミリメートル (7.500 in × 5.800 in × 1.400 in) | ?                                                                                             | 241.3 by 114.3 by 63.5ミリメートル (9.50 in × 4.50 in × 2.50 in)                | 203.2 by 101.6 by 30ミリメートル (8.00 in × 4.00 in × 1.18 in) | 305 by 290 by 53.3ミリメートル (12.01 in × 11.42 in × 2.10 in)          | 211 by 119.4 by 27.9ミリメートル (8.31 in × 4.70 in × 1.10 in)           | 211 by 119.4 by 27.9ミリメートル (8.31 in × 4.70 in × 1.10 in) | ?                                                                        | ?                                                                        | ?                                                                        | 9 x 14.5 x 5.1 inches (23 x 37 x 13 cm)          | ?                                                                        |
| 重量                      | 0.4キログラム (0.88 lb)                                          | 0.44キログラム (0.97 lb) with batteries installed             |                                                                  | 0.4キログラム (0.88 lb)                                          | 0.475 or 0.58キログラム (1.05 or 1.28 lb) バッテリ込み    | 0.44キログラム (0.97 lb) バッテリ込み                         | 0.475 or 0.58キログラム (1.05 or 1.28 lb)バッテリ込み     | 1.45キログラム (3 lb 3 oz)                                      | 0.82キログラム (1 lb 13 oz)                                           | ?                                                                                             | 1.36キログラム (3.0 lb)                                                         | 0.475 or 0.58キログラム (1.05 or 1.28 lb) バッテリ込み         | 1.81キログラム (4.0 lb)                                                 | 0.64キログラム (1.4 lb)                                                  | 0.64キログラム (1.4 lb)                                        | ?                                                                        | ?                                                                        | ?                                                                        | ?                                                | ?                                                                        |

*インストールされているOSによって異なる
注： eMate 300には、実際には2.2のシルクスクリーンが施されたROMチップが搭載されている。Stephanie Makのウェブサイトでは、このことについて触れられている。eMate 300のパッチをすべて削除すると（eMateやMessagePad 2000/2100はチップを交換するとメモリが完全に消去されるので、ROMチップを交換してから元のチップを入れ直す）、Newton OSが「これはバージョン2.2.00です」と表示されるようになる。また、オリジナルMessagePadとMessagePad 100は、ROMチップのバージョンが違うだけで、型番は同じである。OMPのOSバージョンは1.0〜1.05、1.10〜1.11、MP100は1.3で、各種パッチでアップグレード可能）。

## その他の用途

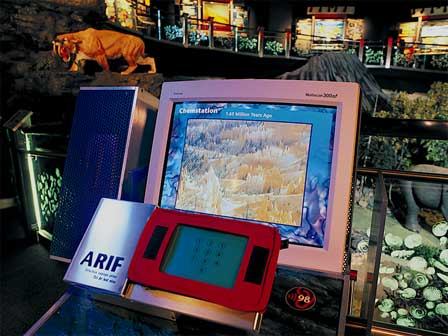
PetrosainsはNewtonテクノロジーを使用している。

MessagePadを美術館などの文化的環境で携帯型情報デバイスとして使用するプロジェクトは数多くあった。例えば、Visible Interactiveはサンフランシスコのチャイナタウンでウォーキングツアーを作成したが、最も重要な取り組みは、マレーシアのペトロナスディスカバリーセンター（ペトロサインス）で行われた。
1995年、クアラルンプールのペトロナスタワーに建設される10万平方フィート（9,300m2）の科学館の設計を、展示デザイン会社のDMCD Inc.が受注した。受賞の決め手となったのは、来館者がMessagePadを使って追加情報にアクセスしたり、館内のどこにいるのかを調べたり、音声を聞いたり、アニメーションを見たり、ロボットなどを操作したり、展示終了時に情報をブックマークしてプリントアウトしたりするというコンセプトだった。
このデバイスは、マレー語で「賢者」または「シーア」を意味するARIF（A Resourceful Informative Friendの頭字語でもある）として知られるようになった。約400のARIFSがインストールされ、現在でも300を超えるARIFSが使用されている。 ARIFシステムの開発は非常に複雑で、ハードウェアとソフトウェアのエンジニア、設計者、およびライターのチームが必要だった。 ARIFは、今日の美術館で使用されているPDAシステムの祖先であり、それ以来試みられていない機能を誇っている。
Anyway & Company社は、1998年にペトロナス・ディスカバリー・センターのプロジェクトに参加し、「ペトロサインズ・プロジェクト・アカウント」という名前で、プロジェクトのためにMessagePad 2000uまたはMessagePad 2100を購入したことが確認されている。1998年までには、Newtonを中心としたこのプロジェクトの研究開発に多額の投資をしていた。1998年にAppleがNewtonを正式にキャンセルした後、彼らはこのプロジェクトのために可能な限り多くのMessagePadを入手しなければならなかった。当初は1000台必要と言われていたが、後に750台で充分であるとされた。そこで、インターネットでMessagePadを募集した。大小さまざまな量のMessagePadを購入した。
MessagePadは、例えば患者から直接データを収集するなど、ヘルスケアアプリケーションでも使用された。MessagePadは電子日記として使用され、患者は毎日自分の症状や健康状態に関する情報を入力していた。コンパクトなサイズと使いやすさにより、電子日記を持ち運び、患者さんの日常生活で使用することが可能になった。これは、電子患者報告アウトカム（ePRO）の初期の例である。

## 登場作品
- 暴走特急 - スティーヴン・セガール演じる主人公がテロリストに占拠された列車内から、自分の職場へ状況伝達のFAX通信（Newton Fax）をする為に登場する。

### 追加のリソースと情報
- Defying Gravity: The Making of Newton, by Kounalakis & Menuez（ハードカバー）
  - ハードカバー：192ページ
  - 出版社： Beyond Words Publishing （1993年10月）
  - ISBN 0941831949
  - ISBN 978-0941831949
- Newton - Curlie（英語）
- Complete Developer's manual for the StrongARM SA-110
- Beginner's overview of the StrongARM SA-110 Microprocessor

### レビュー
- MessagePad 2000 review at "The History and Macintosh Society"
- Prof. Wittmann's collection of Newton & MessagePad reviews